# Бёй (Приморские Альпы)
Бёй (фр. Beuil, до 1860 года Boglio) — коммуна на юго-востоке Франции в регионе Прованс — Альпы — Лазурный берег, департамент Приморские Альпы, округ Ницца, кантон Ванс До марта 2015 года коммуна административно входила в состав упразднённого кантона Гийом (округ Ницца).
Площадь коммуны — 75,65 км², население — 489 человек (2006) с тенденцией к росту: 503 человека (2012), плотность населения — 6,6 чел/км².

## Географическое положение
Коммуна Бёй административно входила в состав кантона Гийом, но с марта 2015 года, в результате проведенной реформы, переподчинена кантону Ванс округа Ницца. Находится на расстоянии 78 километров от Ниццы, на высоте в 1450 метров над уровнем моря, близ национального парка Меркантур. Вместе с долинами Вальберг и Ле-Лоне образует крупнейший в Приморских Альпах горнолыжный курорт.

## История
Ещё в древнеримские времена на территории нынешней коммуны была возведена крепость Castrum Boliacum, обеспечивавшая охрану пути, ведшего из района нынешней Ниццы в Италию.
В раннем Средневековье бёй входил во владения сеньоров де Ростен. В 1258 году единственная дочь последнего из них, Гильома де Ростен, выходит замуж за Андарона Гримальди, представителя старинного генуэзского патрицианского рода. Линия рода Гримальди, правившая в Бёй, со временем стала одной из богатейших в Провансе. Так, Жан Гримальди де Бёй становится сенешалом Прованса, а его потомки неоднократно занимают пост наместников герцога Савойского в графстве Ницца.
Замок де Бёй был разрушен в 1633 году. Территория нынешней коммуны, как и всё графство Ницца, в 1793—1815 годах, в период революционных и наполеоновских войн, входила в состав Франции, затем была возвращена Сардинскому королевству, а в 1860 окончательно перешла к Франции.
3 октября 1813 года здесь родился известный французский политэконом Жозеф-Клемент Гарнье.

## Население
Население коммуны в 2011 году составляло — 496 человек, а в 2012 году — 503 человека.
| 1962 | 1968 | 1975 | 1982 | 1990 | 1999 | 2004 | 2006 | 2009 | 2011 | 2012 |
| ---- | ---- | ---- | ---- | ---- | ---- | ---- | ---- | ---- | ---- | ---- |
| 360  | 326  | 320  | 313  | 330  | 334  | 460  | 489  | 496  | 496  | 503  |

Динамика численности населения:

## Экономика
В 2010 году из 326 человек трудоспособного возраста (от 15 до 64 лет) 232 были экономически активными, 94 — неактивными (показатель активности 71,2 %, в 1999 году — 69,9 %). Из 232 активных трудоспособных жителей работали 223 человека (126 мужчин и 97 женщин), 9 числились безработными (2 мужчины и 7 женщин). Среди 94 трудоспособных неактивных граждан 23 были учениками либо студентами, 48 — пенсионерами, а ещё 23 — были неактивны в силу других причин.
На протяжении 2010 года в коммуне числилось 188 облагаемых налогом домохозяйств, в которых проживало 363,5 человека. При этом медиана доходов составила 16 тысяч 838 евро на одного налогоплательщика.